# Закарія Саноґо
Закарія Саноґо (фр. Zakaria Sanogo, нар. 11 грудня 1996, Бобо-Діуласо) — буркінійський футболіст, нападник вірменського клубу «Арарат-Вірменія».
Виступав, зокрема, за клуби «Страсбур-2» та «Гартберг», а також національну збірну Буркіна-Фасо.
Володар Суперкубка Вірменії. Чемпіон Вірменії.

## Клубна кар'єра
Народився 11 грудня 1996 року в місті Бобо-Діуласо. Вихованець футбольної школи клубу «АСФ Бобо-Діуласо».
У дорослому футболі дебютував 2015 року виступами за команду «Страсбур-2», в якій провів один сезон, взявши участь у 19 матчах чемпіонату.  У складі другої команди «Страсбура» був одним з головних бомбардирів команди, маючи середню результативність на рівні 0,37 гола за гру першості.
Своєю грою за цю команду привернув увагу представників тренерського штабу клубу «Рагімо», до складу якого приєднався 2016 року.
Того ж року на правах оренди приэднався до «Вольфсберга», у складі якого провів наступний рік своєї кар'єри гравця. 
З 2017 року два сезони захищав кольори клубу «Гартберг».  Більшість часу, проведеного у складі «Гартберга», був основним гравцем атакувальної ланки команди.
До складу клубу «Арарат-Вірменія» приєднався 2019 року. Станом на 17 січня 2022 року відіграв за єреванську команду 51 матч в національному чемпіонаті.

## Виступи за збірну
2017 року дебютував в офіційних матчах у складі національної збірної Буркіна-Фасо.
У складі збірної був учасником Кубка африканських націй 2021 року у Камеруні.
| Дата       | Місто         | Господарі       | Результат               | Гості           | Турнір                                     | Голи | Примітки |
| ---------- | ------------- | --------------- | ----------------------- | --------------- | ------------------------------------------ | ---- | -------- |
| 14-11-2017 | Уагадугу      | Буркіна-Фасо    | 4 – 0                   | Кабо-Верде      | Відбір до ЧС 2018                          | -    | 64'      |
| 22-3-2018  | Лімей-Бреванн | Буркіна-Фасо    | 2 – 0                   | Гвінея-Бісау    | товариський матч                           | -    | 72'      |
| 27-3-2018  | Франконвіль   | Косово          | 2 – 0                   | Буркіна-Фасо    | товариський матч                           | -    | 62'      |
| 8-9-2018   | Нуакшот       | Мавританія      | 2 – 0                   | Буркіна-Фасо    | Відбір до Кубка африканських націй 2019    | -    | 64'      |
| 4-9-2019   | Марракеш      | Лівія           | 0 – 1                   | Буркіна-Фасо    | товариський матч                           | -    |          |
| 6-9-2019   | Марракеш      | Марокко         | 1 – 1                   | Буркіна-Фасо    | товариський матч                           | -    | 84'      |
| 17-11-2019 | Хартум        | Південний Судан | 1 – 2                   | Буркіна-Фасо    | Відбір до Кубка африканських націй 2021    | -    |          |
| 9-10-2020  | Ель-Джадіда   | Буркіна-Фасо    | 3 – 0                   | ДР Конго        | товариський матч                           | -    | 88'      |
| 12-10-2020 | Ель-Джадіда   | Буркіна-Фасо    | 2 – 1                   | Мадагаскар      | товариський матч                           | -    | 77'      |
| 12-11-2020 | Уагадугу      | Буркіна-Фасо    | 3 – 1                   | Малаві          | Відбір до Кубка африканських націй 2021    | -    | 70'      |
| 24-3-2021  | Кампала       | Уганда          | 0 – 0                   | Буркіна-Фасо    | Відбір до Кубка африканських націй 2021    | -    | 46'      |
| 29-3-2021  | Уагадугу      | Буркіна-Фасо    | 1 – 0                   | Південний Судан | Відбір до Кубка африканських націй 2021    | -    |          |
| 5-6-2021   | Абіджан       | Кот-д'Івуар     | 2 – 1                   | Буркіна-Фасо    | товариський матч                           | -    |          |
| 12-6-2021  | Рабат         | Марокко         | 1 – 0                   | Буркіна-Фасо    | товариський матч                           | -    |          |
| 2-9-2021   | Марракеш      | Нігер           | 0 – 2                   | Буркіна-Фасо    | Відбір до ЧС 2022                          | -    | 46'      |
| 7-9-2021   | Марракеш      | Буркіна-Фасо    | 1 – 1                   | Алжир           | Відбір до ЧС 2022                          | -    | 70'      |
| 8-10-2021  | Марракеш      | Джибуті         | 0 – 4                   | Буркіна-Фасо    | Відбір до ЧС 2022                          | -    | 64'      |
| 11-10-2021 | Марракеш      | Буркіна-Фасо    | 2 – 0                   | Джибуті         | Відбір до ЧС 2022                          | -    | 72'      |
| 12-11-2021 | Марракеш      | Буркіна-Фасо    | 1 – 1                   | Нігер           | Відбір до ЧС 2022                          | -    | 63'      |
| 16-11-2021 | Бліда         | Алжир           | 2 – 2                   | Буркіна-Фасо    | Відбір до ЧС 2022                          | 1    | 77'      |
| 30-12-2021 | Абу-Дабі      | Мавританія      | 0 – 0                   | Буркіна-Фасо    | товариський матч                           | -    |          |
| 9-1-2022   | Яунде         | Камерун         | 2 – 1                   | Буркіна-Фасо    | Кубок африканських націй 2021 - 1-й етап   | -    | 71'      |
| 13-1-2022  | Яунде         | Кабо-Верде      | 0 – 1                   | Буркіна-Фасо    | Кубок африканських націй 2021 - 1-й етап   | -    | 69'      |
| 17-1-2022  | Бафусам       | Буркіна-Фасо    | 1 – 1                   | Ефіопія         | Кубок африканських націй 2021 - 1-й етап   | -    | 76'      |
| 23-1-2022  | Лімбе         | Буркіна-Фасо    | 1 – 1 д.ч. (7 – 6 п.п.) | Габон           | Кубок африканських націй 2021 - 1/8 фіналу | -    | 73'      |
| 2-2-2022   | Яунде         | Буркіна-Фасо    | 1 – 3                   | Сенегал         | Кубок африканських націй 2021 - півфінал   | -    | 60'      |
| Усього     |               | Матчів          | 26                      |                 | Голів                                      | 1    |          |

## Титули і досягнення
- Срібний призер Африканських ігор: 2015
- Володар Суперкубка Вірменії (1):

«Арарат-Вірменія»: 2019
- Чемпіон Вірменії (1):

«Арарат-Вірменія»: 2019-2020